# Bildningscentrum Prins Wilhelm

Bildningscentrum Prins Wilhelm, är en gymnasieskola i Flen.
Skolan har åtta nationella program: samhällsvetenskapsprogrammet(SA), naturvetenskapsprogrammet(NA), industritekniska programmet(IN), introduktionsprogrammet(IM), gymnasial lärlingsutbildning, handels- och administrationsprogrammet(HA), estetiska programmet(ES) samt el- och energiprogrammet(EE). Majoriteten av kommunens gymnasister studerar vid skolan, men flera ungdomar reser också till bland annat Eskilstuna.
Bildningscentrum Prins Wilhelm är uppkallat efter Prins Wilhelm, som bodde på godset Stenhammars slott  utanför Flen.